# 金子守
金子 守（かねこ まもる、1950年2月17日 - ）は、日本の経済学者。専門は、ゲーム理論・経済学・認識論理学・社会正義論。学位は、理学博士（情報科学）。前早稲田大学教授。
2009年よりEconometric Societyのフェロー。東京都生まれ。

## 学歴
- 1972年 - 東京工業大学卒業
- 1974年 - 東京工業大学大学院修士課程修了
- 1979年 - 東京工業大学より理学博士（情報科学）の学位を取得[1]

## 職歴
- 1977年〜1982年 - 筑波大学社会工学系 講師
- 1980年〜1982年 - イェール大学 客員研究員
- 1982年〜1986年 - 筑波大学社会工学系 助教授
- 1987年〜1988年 - バージニア工科大学経済学部 客員助教授
- 1986年〜1989年 - 一橋大学経済学部 助教授
- 1988年〜1995年 - バージニア工科大学経済学部 教授
- 1992年〜2013年 - 筑波大学大学院システム情報工学研究科社会システム・マネジメント専攻[3] 教授
- 2013年〜2020年 - 早稲田大学政治経済学術院 教授

## 所属学会
- 日本経済学会
- Society for Social Choice and Welfare
- Econometric Society, Fellow[2][4]
- Society for the Advancement of Economic Theory（英語版）, Economic Theory Fellow[5]

## 著書

### 単著
- 『ゲーム理論と蒟蒻問答』（日本評論社、2003年）
  - 古典落語の演目「蒟蒻問答」を引き合いに出し、人間の共通認識の“危うさ”の観点からゲーム理論を解説[6]
- Game Theory and Mutual Misunderstanding (Springer, 2004)
- 『ゲーム論家の酔夢譚：詩の饗宴』（勁草書房、2006年）
- 『社会正義-地界で考える 』（勁草書房、2007年）
- 「地球時代の社会経済思想」（日本評論社、『経済セミナー』2008年12月号、45-52頁）

### 代表的な論文
- Mamoru Kaneko (1977). “The ratio equilibrium and the core of the voting game G(N,W) in a public goods economy”. Econometrica 45 (7):  1589—1594. doi:10.2307/1913951.
- Mamoru Kaneko; K. Nakamura (1979). “The Nash social welfare function”. Econometrica 47 (2):  423—435. doi:10.2307/1914191.